# Changeless
Changeless från 1989 är ett musikalbum med Keith Jarretts ”Standards Trio”. Albumet är inspelat 1987 på konserter: 14 oktober i Denver (spår 1), 11 oktober i Dallas (spår 2), 9 oktober i Lexington (spår 3) och 12 oktober i Houston (spår 4).

## Låtlista
All musik är skriven av Keith Jarrett.
1. Dancing – 9:01
2. Endless – 15:32
3. Lifeline – 11:32
4. Ecstacy – 13:00

## Medverkande
- Keith Jarrett – piano
- Gary Peacock – bas
- Jack DeJohnette – trummor